# NGC 2748
NGC 2748 este o galaxie spirală situată în constelația Girafa. A fost descoperită în 2 septembrie 1828 de către John Herschel. Se află la o distanță de 18,79 megaparseci de Pământ.